# Zizin
Zizin (węg. Zajzon) – wieś w Rumunii, w okręgu Braszów, w gminie Tărlungeni. W 2011 roku liczyła 2802 mieszkańców.